# Ariel Gade
Ariel Gade (* 1. Mai 1997 in San Jose, Kalifornien, USA) ist eine US-amerikanische Schauspielerin.
Gade begann ihre Karriere im Alter von sieben Jahren als Filmtochter von Ben Stiller in „Neid“ (Envy, 2004). Diese Filmtätigkeit prägte sie nachhaltig, so dass sie sich für den Beruf der Schauspielerin entschied und dies ihren Eltern mitteilte. Alternativ interessiere sie sich noch für den Beruf der Tiertrainerin des Killerwals Shamu in Sea World.
2005 machte das Mädchen auch in Deutschland auf sich aufmerksam, als sie in dem Horrorfilm Dark Water – Dunkle Wasser mitspielte.

## Filmografie
- 2003: Strong Medicine: Zwei Ärztinnen wie Feuer und Eis (Strong Medicine, Fernsehserie, 1 Episode)
- 2003: Then Comes Jones (Fernsehfilm)
- 2004: Neid (Envy)
- 2005: Dark Water – Dunkle Wasser (Dark Water)
- 2005–2006: Invasion (Not Rated, Fernsehserie, 21 Episoden)
- 2007: Aliens vs. Predator 2 (Aliens vs. Predator: Requiem)
- 2009: Meteoriten – Apokalypse aus dem All (Meteor, Fernsehzweiteiler)
- 2009: Ruf der Wildnis (Call of the Wild)
- 2009: Navy CIS: L.A. (NCIS: Los Angeles, Fernsehserie, 1 Episode)
- 2011: Mordlust – Some guy who kills people (Some Guy Who Kills People)